# Mike Quinn (football américain)
Pour les articles homonymes, voir Mike Quinn.
(en) Statistiques sur pro-football-reference
Michael Patrick « Mike » Quinn, né le 15 avril 1974 à Las Vegas, est un joueur américain de football américain qui a évolué au poste de quarterback.
Drafté par les Steelers de Pittsburgh (1997), il a aussi joué pour le Rhein Fire (1998), les Colts d'Indianapolis (1998), les Cowboys de Dallas (1998-1999), les Dolphins de Miami (2000-2001), les Texans de Houston (2002-2003) et les Blue Bombers de Winnipeg (2006).
Il a également joué sans match officiel pour les Broncos de Denver (2004), les Steelers de Pittsburgh (de nouveau en 2004) et les Alouettes de Montréal (2005).